# Tetilla geniculata
Tetilla geniculata är en svampdjursart som beskrevs av Marenzeller 1886. Tetilla geniculata ingår i släktet Tetilla och familjen Tetillidae. Inga underarter finns listade i Catalogue of Life.